# Etnografía de España

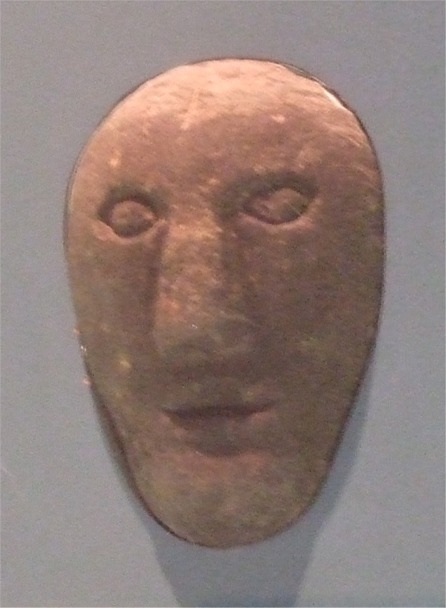
Cabeza celtibérica del Museo de Zaragoza.

La etnografía de España o antropología de España es el estudio de los componentes etnográficos o antropológicos de la población española. Sus componentes culturales son objeto de la antropología cultural, y los físicos de la antropología física.
La antropología física de España (tanto la antropología tradicional como la más reciente antropología genética) se encarga del estudio de los rasgos biológicos que pueden identificar similitudes o variaciones físicas (impropiamente a veces denominadas razas) entre la población de España y la de otras partes de Europa, la cuenca del Mediterráneo o el mundo; o distintas poblaciones dentro de España. Aunque pueden establecerse prevalencias estadísticas de distintos modelos antropológicos definidos tanto genotípica como fenotípicamente (los más evidentes, la prevalencia del color de piel blanco -interpretada tradicionalmente como raza caucasoide- y del color del pelo moreno y ojos oscuros -interpretada tradicionalmente como fenotipo mediterráneo-) son necesariamente tan arbitrarios como los criterios que en el censo de Estados Unidos clasifican étnicamente a los hispanos como una categoría aparte. Los españoles no son en ningún caso un grupo étnico o nación nativa de España (ninguna nación-estado europea puede definirse así). La imposible definición de la inexistente raza española no ha impedido que en ocasiones se haya pretendido hacerlo, si bien es cierto que hay unas similitudes entre el pueblo español.

Los unitarios que sueñan con la unidad impuesta de la fuerza hablan de raza española. Es no saber lo que se dice, tantas son las razas que han buscado el calor del sol de España.
Miguel de Unamuno

La antropología cultural de España estudia la cultura, las costumbres, el folklore (literario o musical, como cuentos populares, danzas, etc.), los deportes rurales (algunos muy localizados, como los vascos, montañeses, canario, leoneses, gallegos, valencianos; algunos muy difundidos, como la pelota o los bolos), las fiestas populares (con muchas modalidades, desde las procesiones de Semana Santa hasta los encierros y corridas de toros tradicionales, evolucionadas con los siglos en lo que desde el siglo XIX se institucionalizó en la denominada fiesta nacional o tauromaquia), la gastronomía y la elaboración de quesos y vinos, la cultura material (indumentaria, artesanía, etc.), las expresiones ideológicas (mitos, tótems, tabúes, manifestaciones de la religiosidad popular, herencias del paganismo o contactos con el islam y el judaísmo que a veces el cristianismo dominante asumió como ritos propios -cristianización mediante el sincretismo-, a veces toleraba como simple superstición y a veces perseguía como brujería o herejía) y la organización social (instituciones de socialización, forma y estructura de la familia, del matrimonio, de las herencias, de la propiedad, funciones sociales de los sexos y de las distintas edades, etc.).

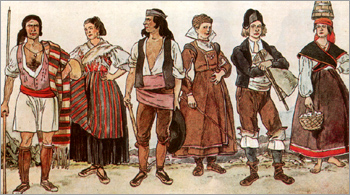
Serie de grabados del siglo XIX sobre trajes regionales españoles. Aragón, León, Galicia, Asturias y Cantabria.
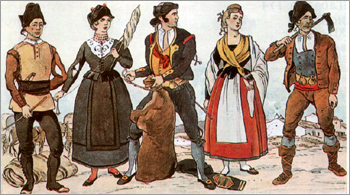
Castilla
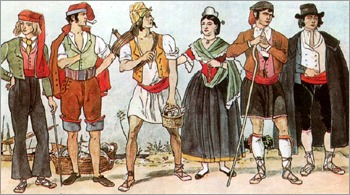
Cataluña y Valencia
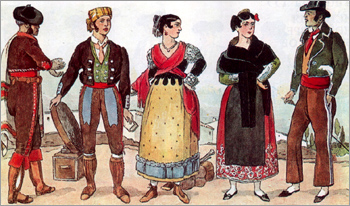
Andalucía

El método de la antropología cultural suele aplicarse sobre un objeto específico de estudio: las sociedades primitivas, que en el caso de España dejaron de existir hace siglos: primero, ya en la misma Edad Antigua con la romanización, y posteriormente, en la Edad Media con las distintas aportaciones culturales de sucesivas oleadas migratorias e invasiones (germanización -escasa-, arabización -mucho más profunda-) y la formación de los reinos medievales de la Reconquista cuya fusión constituyó la Monarquía Hispánica de la Edad Moderna, aunque pervivieron idiomas y variedades dialectales (idiomas de España, en algún caso, también formas peculiarísimas de comunicación, como el silbo gomero), instituciones y derechos particulares (derecho civil foral), y personalidades culturales muy acusadas en sus distintas regiones, y dentro de cada una de ellas, con una extraordinaria variedad y riqueza de manifestaciones en cada una de sus comarcas y poblaciones, e incluso dentro de estas. La presunta identificación de los vascones como el único de los pueblos prerromanos que se perpetuó en una identidad nacional vasca de miles de años de existencia (plasmada en la raza vasca, en las tradiciones vascas y en el euskera), es un tópico pseudocientífico que a veces se pretende presentar como una cuestión etnográfica polémica, aunque sólo puede entenderse como resultado de una interpretación nacionalista-etnicista, que a veces se ha pretendido apoyar en distintos tipos de pruebas materiales, como medidas antropométricas y genéticas y restos arqueológicos de validez muy dudosa. La continuidad de otros pueblos de escasa romanización (cántabros y astures) con el Reino de Asturias que encabezó los núcleos cristianos occidentales de la Reconquista ha sido objeto también de polémica intelectual.
No obstante las limitaciones propias de su campo de estudio, los etnólogos y antropólogos culturales también extiendieron la aplicación de su metodología a las pervivencias de los rasgos más arcaicos propios de la sociedad preindustrial (como lo fue España hasta la primera mitad del siglo XX), sobre todo en los casos de comunidades rurales más o menos aisladas, especialmente en entornos de montaña (como, por ejemplo, fue el caso de Patones a pesar de su cercanía a la ciudad de Madrid, de la leonesa sierra de los Ancares o de la comarca extremeña de las Hurdes; casos emblemáticos que en su día fueron objeto de estudios, y que actualmente no se distinguen por sus particulares condiciones sociales de otros núcleos rurales recónditos pero evolucionados, todos distintos entre sí y con particularidades locales más o menos marcadas, como pudiera ser el valle de Baztán en Navarra, las Alpujarras andaluzas o la comarca de Matarraña en Teruel). Algunas comunidades de pasado nómada continúan marcadamente diferenciadas y con problemática integración (sobre todo los gitanos, presentes desde el siglo XV; pero también algunas otras como los mercheros).
Para una sociedad industrial y urbana, como es la española desde la segunda mitad del siglo XX, estos estudios son más propiamente objeto de la sociología y de otra división en las disciplinas antropológicas denominada antropología urbana. Ya en el siglo XXI, cuando se habla de una nueva sociedad postindustrial, propia de la globalización, el fuerte impacto del turismo y de la inmigración, la conexión de España con sus vecinos europeos y su proyección mundial, hace que la detección de persistencias tradicionales y rasgos etnográficos diferenciados sea mucho más difícil aún.

## Historia de la población de España

### Prehistoria

#### Paleolítico
La península ibérica presentó condiciones excepcionales paleo-bio-geográficas para el desarrollo del proceso de hominización en sus fases de extensión posterior a los sucesivos orígenes africanos. Pruebas evidentes son (aparte de hallazgos de interpretación más problemática, como el denominado Hombre de Orce), el yacimiento más importante del paleolítico inferior europeo: Atapuerca, y las numerosas constancias (desde los hallazgos clásicos de Gibraltar y de Bañolas hasta el de Lagar Velho) de que fue en su territorio donde se produjo la mayor persistencia de Homo neanderthalensis y por tanto las mayores oportunidades de su coexistencia con las primeras poblaciones de Homo sapiens.
La interpretación paleoantropológica tradicional veía la población ibérica del paleolítico superior como integrada por elementos cromañoides (denominación obsoleta, que sólo se utiliza como elemento descriptivo por la antropología actual, sin pretensión de identificarlo con ningún tipo racial actual) asociados a la cultura magdaleniense (término aplicado a una fase evolutiva de la cultura material de rasgos más establecidos).

#### Neolítico
Las interpretaciones difusionista o endogenista del origen de agricultura, domesticación de animales, cerámica, poblados, etc., constituyen los principales puntos controvertidos para el periodo. En cualquier caso, las dataciones son más tardías sobre los centros neolíticos del Próximo Oriente y el Mediterráneo Oriental, desde donde se habrían producido los más importantes contactos culturales, y en su caso, poblacionales. Otras vías de contacto también funcionaron de forma más o menos fluida: el istmo pirenaico y la primitiva navegación costero-atlántica (de difícil verificación, pero detectada por relaciones evidentes, sobre todo en la Edad de los Metales), además de la que cruzaba el estrecho de Gibraltar.

### La problemática definición de lo ibero y lo celta
La interpretación tradicional de la Historia de España (hoy no compartida por la historiografía más moderna) planteaba que la población de España en tiempos históricos estaba conformada por una base íbera, identificando ese término de difícil definición con un sustrato racial, aunque en realidad es un concepto que sólo puede tener un valor cultural y geográfico, definiendo a los pueblos prerromanos de la franja mediterránea, el valle del Ebro y el Guadalquivir que habían mantenido más contactos con los pueblos colonizadores fenicios y griegos; la presencia de esos fenicios, luego cartagineses, dio a su vez excusa para mantener una serie de polémicas historiográficas con la difusa identificación de lo púnico y lo semítico.
Según esa misma interpretación tradicionalista, a esa base se le habrían añadido los elementos celtas (concepto que presenta la misma imposibilidad de identificarlo con una raza, sino con las culturas del centro y oeste de Europa). El nombre de celtíberos que dieron los romanos a un pueblo del centro peninsular fue identificado con una suerte de síntesis racial y cultural que estuvo muy lejos de producirse. Los pueblos de la cornisa cantábrica, cántabros, astures y galaicos, se encontrarían en el entorno cultural celta, a excepción de los vascones, cuya identificación con el resto de los pueblos prerromanos y su continuidad con los vascos de la actualidad es más clara, pero también objeto de manipulación y debate.
Todo este complejo asunto se complica con la adición del también confuso concepto de lo indoeuropeo, mundo lingüístico cultural (cuya extensión a lo étnico es más discutible) que puede asociarse a lo celta o lo latino, pero no a lo ibero ni a los vascones, a los que se suele englobar como sustrato preindoeuropeo, concepto cuyo valor descriptivo es limitado, más allá de señalar una difusa proximidad etnográfica de las distintas poblaciones del mundo mediterráneo.
No obstante, recientes investigaciones científicas en genética de poblaciones a veces son interpretadas como confirmación de teorías etnográficas tradicionales, o de identificaciones nacionales, abusos contra los que suelen advertir los propios genetistas:

No hay razas. Desde el punto de vista de la genética, sólo vemos gradientes geográficos.

### Romanización
La romanización, que más que una aportación demográfica fue un proceso de aculturación, tuvo sin duda consecuencias demográficas en cuanto a la llegada de contingentes poblacionales (destacadamente asentamiento de soldados veteranos).

### Otras aportaciones. Arabización. Edad Media

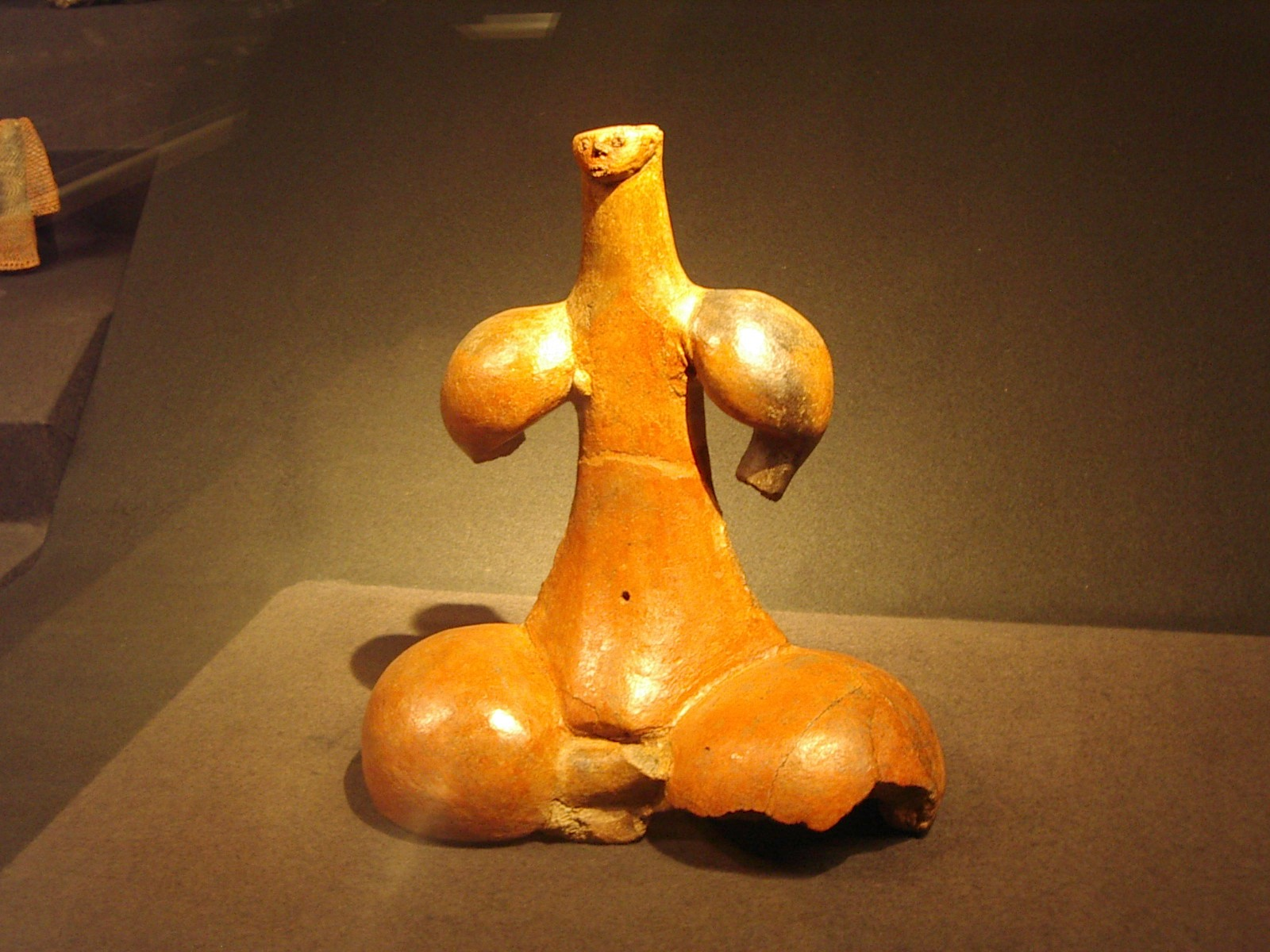
Ídolo de Tara, en el Museo Canario (Las Palmas de Gran Canaria).

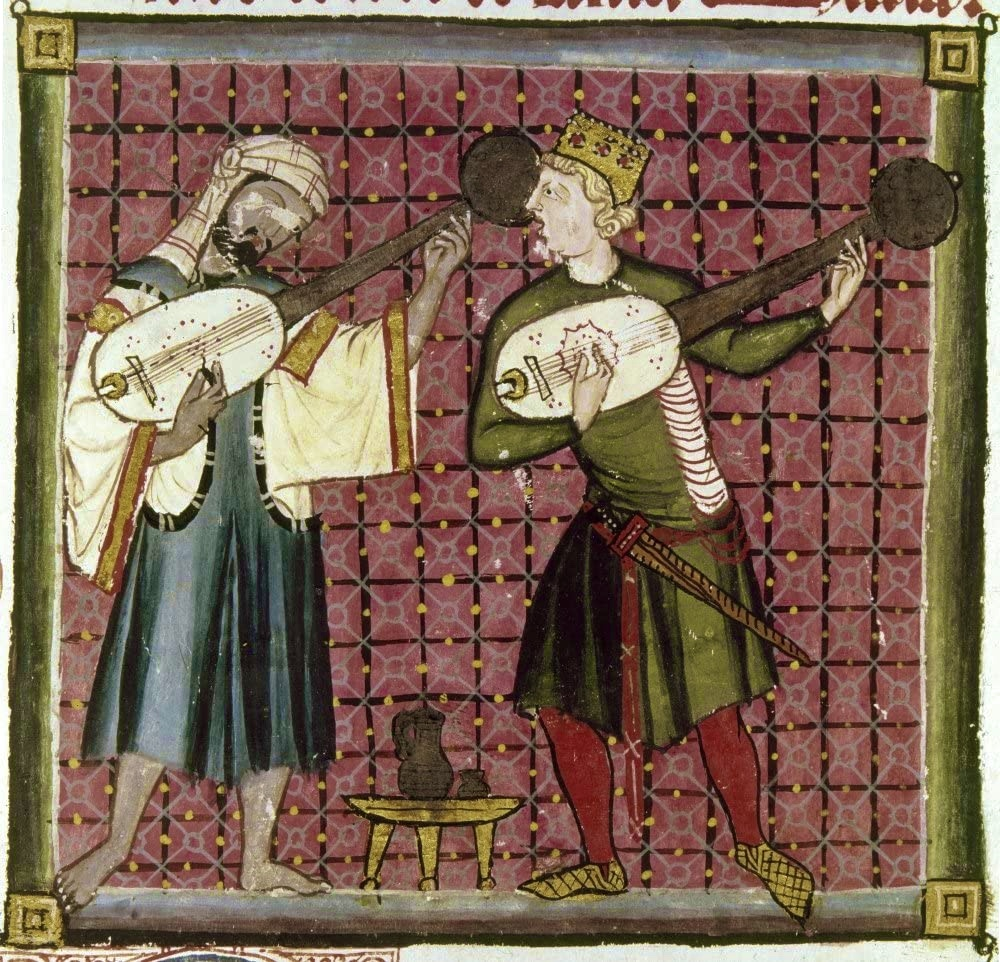
Dos juglares representados en una ilustración de las Cantigas de Alfonso X con rasgos físicos y vestiduras opuestos, para una mejor identificación de su condición de moro y de cristiano. Obviamente, ni todos los cristianos tenían un pelo tan rubio, ni todos los moros una piel tan oscura. La mayor parte de todos ellos compartían los mismos antepasados (hispanorromano-visigodos), de modo que serían indistinguibles físicamente. No obstante, los rasgos nórdicos serían (como lo siguen siendo) más habituales en la zona noroccidental de España (además de en las zonas europeas al norte de los Pirineos de donde provino la inmigración medieval a los reinos cristianos); mientras que los distintos grados de piel oscura serían (como lo siguen siendo) uno de los rasgos presentes en las distintas poblaciones norteafricanas (de donde provino la parte principal de la inmigración a la España musulmana).

Las distintas aportaciones de otros pueblos no citados anteriormente incluirían ligures; germanos, que en sus primeras oleadas fueron los suevos (con una presencia continuada en el noroeste), y dos pueblos de presencia efímera: vándalos y alanos (este último no germano sino iranio); y destacadamente los visigodos, cuya presencia como minoría dirigente presentó una implantación más fuerte en el centro peninsular, con capital en Toledo); un contingente de judíos (que posteriormente serían conocidos como sefardíes o judeoespañoles), y una todavía mayor aportación durante la arabización: sobre todo bereberes, y un menor número de árabes y de otros lugares del Próximo Oriente, sin olvidar la importación de esclavos africanos y europeos, entre los que destacarían los eslavos (saquliba o saqäliba). Lógicamente, el término arabización no hay que entenderlo en sentido racial o biológico, sino cultural y lingüístico, así como paralelo a la islamización religiosa. Adicionalmente puede reseñarse la llegada de expediciones de vikingos, que no llegaron a asentarse completamente en el territorio.
En las islas Canarias se desarrolló la población de los guanches emparentada con los bereberes antiguos (población proto-bereber) y con una cultura de filiación al parecer capsiense. Los habitantes actuales de las islas Canarias poseen un acervo genético que algunos estudios han identificado como proveniente tanto de la península ibérica (aportación mayoritaria) como de la población guanche (aportación minoritaria). Los marcadores genéticos guanches han sido también encontrados en bajas frecuencias en la España peninsular, probablemente como resultado de la esclavitud o posterior inmigración procedente de las Islas Canarias.
Durante la Edad Media y a través del Camino de Santiago y los pasos pirenaicos, se repoblaron ciudades y comarcas (durante la llamada Reconquista) con pobladores de Europa central y occidental: franceses («francos») de Bretaña y Gascuña, alemanes, flamencos... Entre los siglos XV y XVI llegaron también los gitanos, que todavía hoy constituyen la minoría étnica más diferenciada de España.

Durante el Medioevo se constituyeron varios singulares colectivos, como los de los agotes, vaqueiros, pasiegos y maragatos.
Desde el establecimiento de las rutas de comercio bajomedievales se establecieron colonias de comerciantes de distintas ciudades italianas (destacando los genoveses), que se prolongó durante la Edad Moderna.

### Edad Moderna
La Edad Moderna comenzó en España con una voluntad social y política de simplificación étnico-religiosa -calificada de política de máximo religioso- que identificaba la población española dominante con el concepto de cristiano viejo, frente al concepto de cristiano nuevo que englobaba a una minoría judeoconversa cuya discriminación social y legal y persecución inquisitorial se fue difuminando o reactivando, desde antes incluso de la expulsión de los judíos de España (1492, con cifras poco seguras, entre 50.000 y 200.000 personas, de una población de unos 5 millones de habitantes) a lo largo de todo el Antiguo Régimen (los últimos autos de fe contra judaizantes son de comienzos del siglo XVIII). La minoría morisca no se asimiló a pesar de las políticas de bautismo forzoso y dispersión, y se optó por la expulsión en 1609 (aproximadamente 325.000 personas, de un total de 8,5 millones de habitantes de la península ibérica -en 1580 se había producido la incorporación de Portugal a la Monarquía Hispánica-, con muy distinta presencia según la zona -prácticamente nula en el norte y oeste y máxima en el reino de Valencia, un 33%-). Más allá de las costumbres, el idioma y otras características de antropología cultural, la identidad antropológica física entre los moriscos y el resto de la población peninsular era prácticamente total, o al menos indistinguible (como demuestran testimonios recogidos incluso en El Quijote, obra contemporánea a los hechos); cosa evidente, dado que la población andalusí era mayoritariamente hispanorromano-visigoda de origen (muladí), y sus ocho siglos de presencia en la península ibérica se habían caracterizado por la abundancia de contactos demográficos.

Al mismo tiempo, la apertura del imperio ultramarino significó el comienzo de una secular tendencia emigratoria desde España hacia América, que puede considerarse como un fenómeno de larga duración, continuación del proceso repoblador de norte a sur de la península ibérica durante la Reconquista.
No obstante continuó la llegada de contingentes emigratorios europeos, en algún caso de forma organizada (repoblación de Sierra Morena por colonos alemanes en el reinado de Carlos III, cuando se funda La Carolina y otras poblaciones bajo la dirección de Pablo de Olavide).
Relacionada con el tráfico de esclavos africanos hacia América, se produjo alguna presencia de población negra en España, que en al menos un caso tuvo una concentración local significativa: a mediados del siglo XX se detectaba aún la presencia de descendientes de esclavos en Huelva, en poblaciones como Gibraleón, Niebla, Palos de la Frontera o Moguer. Sólo en Gibraleón se contabilizaba su número en doscientos, con algún caso de mestizaje.

### Edad Contemporánea
En las últimas décadas del siglo XX y principios del XXI, España ha pasado a ser un país receptor de inmigrantes, primero de turistas europeos, fundamentalmente pensionistas alemanes y británicos, alojados en urbanizaciones residenciales de la costa mediterránea y Canarias; posteriormente, con el desarrollo siguiente a la entrada en la Unión Europea (1986), comenzó a recibir una corriente migratoria que se frenaba en épocas de crisis (1993) y se reactivaba en épocas de expansión económica. La intensificación de los movimientos migratorios ha provocado que la población española se esté haciendo aún más diversa etnográficamente de lo que ya era a lo largo de su milenaria historia. España se ha situado entre los países con mayor inmigración en el mundo, alcanzando varios años el segundo lugar en las cifras absolutas de inmigración tras Estados Unidos. Desde el año 2000, España ha absorbido más de tres millones de inmigrantes, que se integran en un creciente colectivo que ha llegado a representar en 2008 más del 10% de la población (4.5 millones sobre un total de 44 millones), provenientes de todos los continentes: en primer lugar de América Latina (ecuatorianos, colombianos, argentinos, bolivianos, peruanos, brasileños, etc., en total más del 36%), Europa (de Europa Occidental -británicos, alemanes, italianos, franceses, portugueses, neerlandeses-, en total un 21%, mayoritariamente turistas que amplían su estancia hasta convertirse en residentes estables, muchos de ellos tras su jubilación, ejecutivos o trabajadores de alta cualificación profesional; como de Europa Oriental -rumanos, búlgaros, ucranianos, polacos, rusos, lituanos, etc.-, en total un 18%, que usualmente ocupan puestos de menor cualificación), Norte de África (marroquíes, argelinos, etc., en total un 15%), África subsahariana (senegaleses, nigerianos, gambianos, etc., en total un 4%) y Asia (chinos, filipinos, japoneses, etc., en total un 3%).

## Clasificación tradicional: la "raza mediterránea"
La clasificación tradicional de las razas humanas, que se basaba en mediciones antropométricas y modelos interpretativos del siglo XIX hoy desfasados (Blumenbach, Madison Grant -véase nordicismo-), atribuía a la población española características antropológicas físicas propias de lo que se definía como raza mediterránea, una de las variantes de la raza caucasoide (blanca), que se localizaba de modo muy amplio (Italia, España, Portugal, sur de Francia, zonas de Grecia e islas del Mediterráneo), además de partes de las islas británicas, singularmente Gales, Cornualles y partes de Irlanda y del oeste de Escocia - y que a su vez se dividía en dos subrazas o variantes: la ibero-insular y la atlántico-mediterránea. La raza mediterránea se extendería también por áreas limitadas del norte de África y sería justamente el resultado de una mezcla racial de poblaciones europeas y africanas, lo que para los antropólogos de esta época habría producido los rasgos definitorios de esta raza: el color del pelo oscuro y el color de la piel blanco moreno. Posteriormente, la pigmentación de pelo, ojos y piel de distintos grupos poblacionales y culturas ha recibido distinto tipo de interpretaciones por parte de la antropología física y cultural, en relación con los tabús alimentarios y la ganadería (dada la relación existente entre la alimentación láctea, los distintos grados de exposición solar según la latitud y la época del año, la síntesis de vitamina D y la absorción del calcio y la tolerancia o intolerancia a la lactosa).

## Estudios genéticos
La antropología actual aplica metodologías y paradigmas diferentes a la antropología antigua, entre lo que destaca la inclusión de datos procedentes de la lingüística y la genética poblacional. Con las prevenciones que los propios genetistas observan para la aplicación de los datos obtenidos en sus estudios en interpretación de procedencia de las poblaciones actuales o pasadas, existen numerosos estudios, entre ellos dos mapas genéticos recientes, y el que hasta ahora (2010) es el mayor estudio molecular de poblaciones, sobre trescientosmil marcadores SNP (snips), y que no encuentra distinciones entre los marcadores genéticos de habitantes de 10 regiones (Galicia, Cantabria y Asturias, Cataluña, Castilla y León, Castilla-La Mancha, Comunidad Valenciana, este de Andalucía y Murcia, oeste de Andalucía, Extremadura y País Vasco -caso este último el que habitualmente es considerado más significativo, y en el que este estudio no ha encontrado ninguna diferencia especial-).

### Huellas genéticas prehistóricas
Un extenso estudio europeo del año 2007 incluyó muestras de población del País Vasco y la Comunidad Valenciana, proponiendo que la población de la península ibérica se agrupaba más lejos de los otros grupos continentales, lo que implicaría que sostiene la ascendencia europea más antigua. En este estudio, la estratificación genética más prominente en Europa fue localizada entre el norte y el sudeste, mientras que otro importante eje de diferenciación iba de este a oeste a través del continente. También sostiene que, a pesar de las diferencias, todos los europeos están emparentados.
Análisis previos del cromosoma Y y de ADN mitocondrial todavía apuntaban a ascendencia paleolítica entre la población de la península ibérica. Aunque esta metodología no provee fuertes deducciones en la estructura genética de la población, es útil en la búsqueda de partes de las rutas de migración de la población europea. Tanto el haplogrupo R1b del cromosoma Y como el haplogrupo H del ADN mitocondrial, alcanza frecuencias del 60% en la mayor parte de la península ibérica, llegando el R1b hasta el 90% en el País Vasco. Esto muestra un vínculo ancestral entre la península ibérica y el resto de Europa Occidental, y en particular con la Europa Atlántica, con la que comparte altas frecuencias de estos haplogrupos. Análisis del cromosoma Y y del ADN mitocondrial son interpretados por algunos estudios en un sentido que apoyaría la teoría de que las poblaciones primigenias del norte de la península ibérica colonizaron el resto de Europa Occidental al fin de las últimas glaciaciones.
De hecho, de acuerdo con un artículo, los principales componentes de los genomas europeos parecen derivar de antepasados cuyas características son similares a las de los vascos modernos o los procedentes del Próximo Oriente, con valores superiores al 35% para ambas poblaciones parentales, sin que la información molecular se tome en cuenta. El menor grado de ese componente genético se encuentra en Finlandia, mientras que los valores más altos se encuentran en España (70%) y en los Balcanes (más del 60%).
Estudios del autosoma, usando un pequeño número de marcas genéticas clásicas, apoyados por análisis más recientes de datos de los microsatélites, han apoyado la existencia de un gran elemento interpretado como neolítico en el genoma europeo, y de un modelo de difusión de este desde el antiguo Oriente Próximo. Este elemento interpretado como neolítico ha sido detectado en niveles sustanciales en España, pero a muy reducidos niveles en otros países europeos del norte al este.

### Huellas genéticas medievales
Existen varios estudios que se centran en el impacto genético de los ocho siglos de al-Ándalus en la genética de la población actual. Algunos estudios recientes proponen que hay una relación genética entre la península ibérica (particularmente el sur) y el norte de África como resultado de este período histórico. La península ibérica es la única región europea con presencia, aunque muy escasa, de los haplotipos E-M81 Y Va, del cromosoma Y (interpretados como típicamente norteafricanos). Un análisis reveló que el haplotipo E-M81 alcanza frecuencias de hasta 10% en algunas zonas del sur de la península ibérica, aunque varios expertos consideran que este aporte en términos reales es casi inexistente. Para los análisis de ADN mitocondrial, la península ibérica tiene frecuencias mucho más altas del haplogrupo U6 (interpretado como típicamente norteafricano) que las de otras áreas europeas. La ascendencia norteafricana en Iberia (el Algarve y el Alentejo, Portugal) está en su mayor parte en el lado maternal donde la contribución del ADN mitocondrial del noroeste de África a la península ibérica (teniendo en cuenta que la frecuencia media de U6 es del 10% en el noroeste de África comparado con el 1.8% de la península ibérica) puede ser estimado en un 8%.
Esta región europea (especialmente en el sur de Portugal y en menor medida en Andalucía) tiene también la frecuencia más alta del haplogrupo L interpretado como de origen subsahariano, hecho que estos estudios atribuyen al resultado de la emigración bereber y de la llegada de esclavos africanos traídos a la península ibérica durante el dominio musulmán. De todas maneras, en las muestras analizadas el elemento genético interpretado como africano es bastante menor que el interpretado como preislámico.
Un amplio estudio publicado en 2007 que empleó 6501 ejemplos de cromosomas Y de 81 poblaciones proponía que lo que interpretaba como contribución norteafricana al acervo genético masculino de España alcanzaba el 5.65%. Otros estudios consideran que no excede del 3.6%.

Un estudio de 2008 sobre el cromosoma Y de 1.140 individuos de la península ibérica y las Islas Baleares concluye que el 10% coincide con la población del norte de África y el 20 con la del Mediterráneo oriental, rasgo este último que puede atribuirse a un gran conjunto de poblaciones, desde los judíos sefarditas hasta los que las fuentes medievales andalusíes denominaban como sirios o incluso movimientos de población más antiguos, como los protagonizadas por los fenicios. En este estudio elaborado por la Universitat Pompeu Fabra de Barcelona y la Universidad de Leicester (Reino Unido) se concluye que a nivel nacional, Castilla-La Mancha es la comunidad autónoma con menos características genéticas propias de la población del norte de África mientras que Galicia y Baleares lideran esta particular clasificación. Los marcadores genéticos permiten situar a partir del siglo VIII la inclusión de determinados linajes norteafricanos, y detectan una mayor presencia de los mismos en la mitad occidental de la península (León, Salamanca o Zamora) que en la oriental (Granada), lo que puede interpretarse como una consecuencia de la dispersión de los moriscos tras la revuelta de las Alpujarras de 1568.

## Lista de grupos étnicos
La Constitución Española de 1978, en su artículo segundo, reconoce genéricamente las entidades contemporáneas —nacionalidades y regiones—  en el contexto de la nación española.
España ha sido descrita como un estado plurinacional de facto. La identidad de España surge más bien de una superposición de diferentes identidades territoriales y etnolingüísticas que de una única identidad española. En algunos casos, algunas de las identidades territoriales pueden entrar en conflicto con la cultura española dominante. Las identidades tradicionales distintivas dentro de España incluyen a los castellanos, vascos, catalanes, gallegos, andaluces y valencianos, aunque hasta cierto punto las 17 comunidades autónomas pueden reivindicar una identidad local distintiva. La definición de etnicidad o nacionalidad en España es políticamente complicada. El término " pueblo español " se define en la Constitución de 1978 como el soberano político, es decir, los ciudadanos del Reino de España. La misma Constitución en su preámbulo habla de "pueblos y nacionalidades de España" y sus respectivas culturas, tradiciones, lenguas e instituciones. Los gitanos y mercheros, antiguamente nómadas, se caracterizan por la endogamia y la discriminación, pero se encuentran dispersos por todo el país.
Los canarios nativos son en parte descendientes de la población norteafricana de las Islas Canarias antes de la colonización española en el siglo XV, aunque muchos españoles presentan diversos grados de mezcla norteafricana como resultado del período islámico . También se incluyen numerosos ciudadanos españoles descendientes de personas de las antiguas colonias españolas, principalmente de Venezuela, Argentina, República Dominicana, Ecuador, Perú, Colombia, Marruecos y Cuba. También hay un número considerable de españoles de ascendencia de Europa del Este, Magrebí, África subsahariana, del subcontinente indio y de Oriente Medio.
La llegada de los gitanos, un pueblo romaní, comenzó en el siglo XVI; se estima que la población romaní española oscila entre 750.000 y más de un millón. También están los mercheros (también llamados quinquis), un grupo minoritario antiguamente nómada cuyo origen es incierto.
Históricamente, los judíos sefardíes y los moriscos son los principales grupos minoritarios originarios de España y con una contribución a la cultura española. El gobierno español anteriormente ofrecía la ciudadanía española a los judíos sefardíes.